# Ubezpieczenie majątkowe
Ubezpieczenia majątkowe – wyodrębniony w systemie prawnym dział ubezpieczeń gospodarczych, które mogą dotyczyć wyłącznie:
- mienia (własności i innych praw majątkowych) albo
- odpowiedzialności cywilnej[1].

Odseparowany od ubezpieczeń osobowych dział regulowany jest przepisami Kodeksu cywilnego od art. 821 do art. 828.
Do ubezpieczeń majątkowych należą tak zwane ubezpieczenia komunikacyjne.